# Hypolimnas salomonis
Hypolimnas salomonis är en fjärilsart som beskrevs av Ribbe. Hypolimnas salomonis ingår i släktet Hypolimnas och familjen praktfjärilar. Inga underarter finns listade i Catalogue of Life.